# Кейс, Энн
Энн Кейс (Anne Catherine Case, Lady Deaton; род. 27 июля 1958) — американский экономист. Доктор философии (1988), эмерит-профессор Принстонского университета, член Американского философского общества (2017), Национальных Академии наук (2020) и Медицинской академии (2017) США.

## Биография
Окончила с отличием Университет штата Нью-Йорк в Олбани (бакалавр, 1980). В Принстонском университете получила степени магистра Master of Public Affairs — с отличием, в его Школе общественных и международных отношений имени Вудро Вильсона в 1983 году, — и доктора философии по экономике — в 1988 году на кафедре экономики. В 1988—1991 годах ассистент-профессор Гарварда. В 1990 году вернулась в Принстонский университет: ассистент-профессор, с 1997 года профессор экономики и политики, в настоящее время именной профессор (Alexander Stewart 1886 Professor of Economics and Public Affairs) и эмерит.
Являлась редактором Journal of Development Economics. Сотрудничала с Кристиной Пакссон.
Член Американской академии искусств и наук (2017). Фелло Эконометрического общества (2009).
Замужем за Ангусом Дитоном, Нобелевским лауреатом по экономике 2015 года.

### Награды и отличия[6]
- Distinguished Alumni Award Университета в Олбани (2009)
- President’s Award for Distinguished Teaching Принстонского университета (2011)
- Cozzarelli Prize (2015)
- Franklin Founders' Award (2017)
- Почётный доктор Frederick S. Pardee RAND Graduate School[англ.] (2018)
- В 2019 году вместе с супругом названа в числе World’s Top 50 Thinkers по версии Prospect Magazine.

## Сочинения
- Case, Anne; Deaton, Angus. Deaths of Despair and the Future of Capitalism. — Princeton University Press, 2020. — ISBN 978-0691190785.
  - Энн Кейс, Ангус Дитон Смерти от безысходности и будущее капитализма. / Пер. с англ. Андрея Ф. Васильева. — М.: Издательство Института Гайдара, 2025. — 464 с. ISBN 978-5-93255-682-5